# Campionatul European de Scrimă din 2009

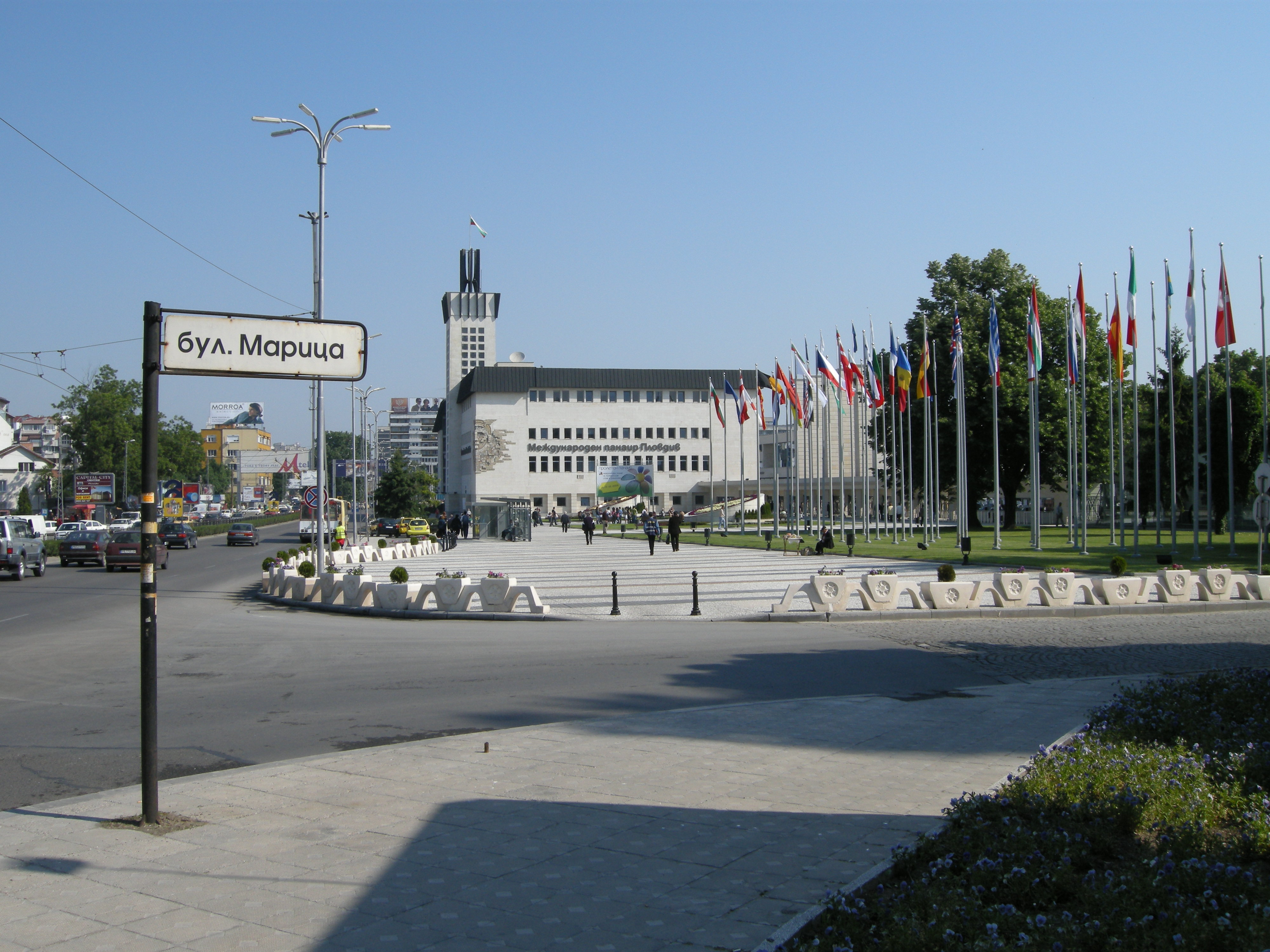
Plovdiv,Bulgaria

Campionatul European de Scrimă din 2009  s-a desfășurat în perioada 14-19 iunie la Plovdiv în Bulgaria.

## Rezultate

### Masculin
| Probă             | Aur                                                                   | Argint                                                                              | Bronz                                                                         |
| Spadă             | Sven Schmid (GER)                                                     | Ulrich Robeiri (FRA)                                                                | Gábor Boczkó (HUN) · Gauthier Grumier (FRA)                                   |
| Spadă pe echipe   | Ungaria Gábor Boczkó Géza Imre András Rédli Péter Somfai              | Elveția Fabian Kauter Max Heinzer Benjamin Steffen Michael Kauter                   | Italia Alfredo Rota Matteo Tagliariol Diego Confalonieri Francesco Martinelli |
| Floretă           | Andrea Baldini (ITA)                                                  | Richard Kruse (GBR)                                                                 | André Weßels (GER) · Laurence Halsted (GBR)                                   |
| Floretă pe echipe | Italia Stefano Barrera Andrea Cassarà Simone Vanni Andrea Baldini     | Rusia Renal Ganeev Artiom Sedov Aleksei Hovanski Aleksandr Stukalin                 | Germania Dominik Behr Peter Joppich Benjamin Kleibrink Sebastian Bachmann     |
| Sabie             | Veniamin Reșetnikov (RUS)                                             | Julien Pillet (FRA)                                                                 | Giampiero Pastore (ITA) · Björn Hübner (GER)                                  |
| Sabie pe echipe   | Italia Giampiero Pastore Aldo Montano Luigi Tarantino Diego Occhiuzzi | România · Florin Zalomir · Cosmin Hănceanu · Rareș Dumitrescu · Alexandru Sirițeanu | Franța Nicolas Lopez Julien Pillet Boladé Apithy Vincent Anstett              |

### Feminin
| Probă             | Aur                                                                             | Argint                                                                 | Bronz                                                                  |
| Spadă             | Britta Heidemann (GER)                                                          | Anna Sivkova (RUS)                                                     | Laura Flessel-Colovic (FRA) · Iana Șemiakina (UKR)                     |
| Spadă pe echipe   | România · Ana Maria Brânză · Anca Măroiu · Iuliana Măceșeanu · Simona Alexandru | Polonia Małgorzata Bereza Magdalena Piekarska Danuta Dmowska           | Elveția Sophie Lamon Simone Naef Tiffany Géroudet                      |
| Floretă           | Valentina Vezzali (ITA)                                                         | Katja Wächter (GER)                                                    | Gabriella Varga (HUN) · Arianna Errigo (ITA)                           |
| Floretă pe echipe | Italia Elisa Di Francisca Arianna Errigo Ilaria Salvatori Valentina Vezzali     | Rusia Iulia Biriukova Kamilla Gafurzianova Olha Lobînțeva Aida Șanaeva | Franța Virginie Ujlaky Astrid Guyart Corinne Maîtrejean Mélanie Moumas |
| Sabie             | Olha Harlan (UKR)                                                               | Ekaterina Diacenko (RUS)                                               | Solenne Mary (FRA) · Halîna Pundîk (UKR)                               |
| Sabie pe echipe   | Ucraina Olha Harlan Olena Homrova Halîna Pundîk                                 | Rusia Ekaterina Diacenko Iulia Gavrilova Sofia Velikaia                | Italia Ilaria Bianco Gioia Marzocca Irene Vecchi                       |

### Clasament pe medalii
| Loc   | Țară         | Aur | Argint | Bronz | Total |
| ----- | ------------ | --- | ------ | ----- | ----- |
| 1     | Italia       | 5   | 0      | 4     | 9     |
| 2     | Germania     | 2   | 1      | 3     | 6     |
| 3     | Ucraina      | 2   | 0      | 2     | 4     |
| 4     | Rusia        | 1   | 5      | 0     | 6     |
| 5     | România      | 1   | 1      | 0     | 2     |
| 6     | Ungaria      | 1   | 0      | 2     | 3     |
| 7     | Franța       | 0   | 2      | 5     | 7     |
| 8     | Regatul Unit | 0   | 1      | 1     | 2     |
| 8     | Elveția      | 0   | 1      | 1     | 2     |
| 10    | Polonia      | 0   | 1      | 0     | 1     |
| Total | Total        | 12  | 12     | 18    | 42    |